# Anouar Maârouf
Anouar Maârouf (arabe : أنور معروف), né le 29 décembre 1969 à Monastir, est un homme politique tunisien.
Ministre des Technologies de l'information et de l'Économie numérique de 2016 à 2020, il devient ensuite ministre d'État, ministre du Transport et de la Logistique.

## Biographie

### Études
Anouar Maârouf est diplômé d'un doctorat en mathématiques, d'un master en télécommunications et d'un master professionnel spécialisé dans le changement des organisations.

### Carrière professionnelle et politique
Il est consultant et directeur de projet dans le secteur des technologies de l'information et de la communication. En 2012, il est nommé conseiller du ministre des Technologies de l'information et des Communications Mongi Marzouk, poste qu'il occupe jusqu'en 2013. Il devient alors président du conseil d'administration de Dar Assabah et directeur du pôle télécoms et médias d'El Karama Holding.
Le 27 août 2016, il est nommé ministre des Technologies de l'information et de l'Économie numérique dans le gouvernement de Youssef Chahed. Le 19 février 2020, il est nommé ministre d'État, ministre du Transport et de la Logistique dans le gouvernement d'Elyes Fakhfakh.